# トニー・ローズ
トニー・ローズ（Toni Rose）は、アメリカ合衆国の元女子プロレスラー。インディアナ州インディアナポリス出身。

## 経歴
7歳でプロレスラーになることを決意するが、高校・大学に通い、1965年よりファビュラス・ムーラの下でトレーニングを積む。デビュー戦はアトランタでバンビ・ベルと対戦するが、敗れて意識を失う。
1969年、オーストラリアでの試合で片目を負傷し視力を落とす。しかし、1970年5月にムーラとの師弟タッグでNWA世界女子タッグ王座を獲得し、2度君臨。11月には、ドナ・クリスタネーロと組み、NWA世界女子タッグ王座を獲得。1972年のスーパーボウル・オブ・レスリングにも出場し、サンディ・パーカー&デビー・ジョンソン組を破っている。
ムーラのNWA世界女子王座にも挑戦しているが、戴冠はならなかった。
1968年には日本女子プロレス、1975年にも国際プロレスに来日を果たしている。

## 獲得タイトル
- NWA世界女子タッグ王座 - w/ファビュラス・ムーラ→ドナ・クリスタネーロ[2][3]
- NWA南部女子王座（ジョージア版）